# Zhang Nan
Zhang Nan (en xinès simplificat: 张楠; en xinès tradicional: 張楠; en pinyin: Zhāng nán) (Pequín, República Popular de la Xina 1990) és un jugador de bàdminton xinès, ja retirat, guanyador de tres medalles olímpiques.

## Biografia
Va néixer l'1 de març de 1990 a la ciutat de Pequín, capital de la República Popular de la Xina.

## Carrera esportiva
Entrenat pel medallista Zhang Jun, Nan participà als 22 anys en els Jocs Olímpics d'Estiu de 2012 de Londres (Regne Unit), on aconseguí guanyar la medalla d'or en la prova de dobles mixtos fent parella amb la jugadora Zhao Yunlei.
En els Jocs Olímpics d'Estiu de 2016 realitzats a Rio de Janeiro (Brasil) aconseguí guanyar la medalla d'or en la prova de dobles masculins fent parella amb el tirple medallista Fu Haifeng, i guanyà la medalla de bronze en la prova de dobles mixtos altre cop amb Yunlei.
Al llarg de la seva carrera ha guanyat quatre medalles al Campionat del Món de bàdminton en la categoria de dobles mixts, tres d'elles d'or; i dues medalles als Jocs Asiàtics, una d'elles d'or.